# Mat pomocniczy
|   | a                                                                                                 | b                                                                                                 | c                                                                                                 | d                                                                                                 | e                                                                                                 | f                                                                                                 | g                                                                                                 | h                                                                                                 |   |
| 8 | a6 – Biały skoczek · g3 – Czarny hetman · d2 – Biały król · g2 – Czarny król · d1 – Czarny goniec | a6 – Biały skoczek · g3 – Czarny hetman · d2 – Biały król · g2 – Czarny król · d1 – Czarny goniec | a6 – Biały skoczek · g3 – Czarny hetman · d2 – Biały król · g2 – Czarny król · d1 – Czarny goniec | a6 – Biały skoczek · g3 – Czarny hetman · d2 – Biały król · g2 – Czarny król · d1 – Czarny goniec | a6 – Biały skoczek · g3 – Czarny hetman · d2 – Biały król · g2 – Czarny król · d1 – Czarny goniec | a6 – Biały skoczek · g3 – Czarny hetman · d2 – Biały król · g2 – Czarny król · d1 – Czarny goniec | a6 – Biały skoczek · g3 – Czarny hetman · d2 – Biały król · g2 – Czarny król · d1 – Czarny goniec | a6 – Biały skoczek · g3 – Czarny hetman · d2 – Biały król · g2 – Czarny król · d1 – Czarny goniec | 8 |
| 7 | a6 – Biały skoczek · g3 – Czarny hetman · d2 – Biały król · g2 – Czarny król · d1 – Czarny goniec | a6 – Biały skoczek · g3 – Czarny hetman · d2 – Biały król · g2 – Czarny król · d1 – Czarny goniec | a6 – Biały skoczek · g3 – Czarny hetman · d2 – Biały król · g2 – Czarny król · d1 – Czarny goniec | a6 – Biały skoczek · g3 – Czarny hetman · d2 – Biały król · g2 – Czarny król · d1 – Czarny goniec | a6 – Biały skoczek · g3 – Czarny hetman · d2 – Biały król · g2 – Czarny król · d1 – Czarny goniec | a6 – Biały skoczek · g3 – Czarny hetman · d2 – Biały król · g2 – Czarny król · d1 – Czarny goniec | a6 – Biały skoczek · g3 – Czarny hetman · d2 – Biały król · g2 – Czarny król · d1 – Czarny goniec | a6 – Biały skoczek · g3 – Czarny hetman · d2 – Biały król · g2 – Czarny król · d1 – Czarny goniec | 7 |
| 6 | a6 – Biały skoczek · g3 – Czarny hetman · d2 – Biały król · g2 – Czarny król · d1 – Czarny goniec | a6 – Biały skoczek · g3 – Czarny hetman · d2 – Biały król · g2 – Czarny król · d1 – Czarny goniec | a6 – Biały skoczek · g3 – Czarny hetman · d2 – Biały król · g2 – Czarny król · d1 – Czarny goniec | a6 – Biały skoczek · g3 – Czarny hetman · d2 – Biały król · g2 – Czarny król · d1 – Czarny goniec | a6 – Biały skoczek · g3 – Czarny hetman · d2 – Biały król · g2 – Czarny król · d1 – Czarny goniec | a6 – Biały skoczek · g3 – Czarny hetman · d2 – Biały król · g2 – Czarny król · d1 – Czarny goniec | a6 – Biały skoczek · g3 – Czarny hetman · d2 – Biały król · g2 – Czarny król · d1 – Czarny goniec | a6 – Biały skoczek · g3 – Czarny hetman · d2 – Biały król · g2 – Czarny król · d1 – Czarny goniec | 6 |
| 5 | a6 – Biały skoczek · g3 – Czarny hetman · d2 – Biały król · g2 – Czarny król · d1 – Czarny goniec | a6 – Biały skoczek · g3 – Czarny hetman · d2 – Biały król · g2 – Czarny król · d1 – Czarny goniec | a6 – Biały skoczek · g3 – Czarny hetman · d2 – Biały król · g2 – Czarny król · d1 – Czarny goniec | a6 – Biały skoczek · g3 – Czarny hetman · d2 – Biały król · g2 – Czarny król · d1 – Czarny goniec | a6 – Biały skoczek · g3 – Czarny hetman · d2 – Biały król · g2 – Czarny król · d1 – Czarny goniec | a6 – Biały skoczek · g3 – Czarny hetman · d2 – Biały król · g2 – Czarny król · d1 – Czarny goniec | a6 – Biały skoczek · g3 – Czarny hetman · d2 – Biały król · g2 – Czarny król · d1 – Czarny goniec | a6 – Biały skoczek · g3 – Czarny hetman · d2 – Biały król · g2 – Czarny król · d1 – Czarny goniec | 5 |
| 4 | a6 – Biały skoczek · g3 – Czarny hetman · d2 – Biały król · g2 – Czarny król · d1 – Czarny goniec | a6 – Biały skoczek · g3 – Czarny hetman · d2 – Biały król · g2 – Czarny król · d1 – Czarny goniec | a6 – Biały skoczek · g3 – Czarny hetman · d2 – Biały król · g2 – Czarny król · d1 – Czarny goniec | a6 – Biały skoczek · g3 – Czarny hetman · d2 – Biały król · g2 – Czarny król · d1 – Czarny goniec | a6 – Biały skoczek · g3 – Czarny hetman · d2 – Biały król · g2 – Czarny król · d1 – Czarny goniec | a6 – Biały skoczek · g3 – Czarny hetman · d2 – Biały król · g2 – Czarny król · d1 – Czarny goniec | a6 – Biały skoczek · g3 – Czarny hetman · d2 – Biały król · g2 – Czarny król · d1 – Czarny goniec | a6 – Biały skoczek · g3 – Czarny hetman · d2 – Biały król · g2 – Czarny król · d1 – Czarny goniec | 4 |
| 3 | a6 – Biały skoczek · g3 – Czarny hetman · d2 – Biały król · g2 – Czarny król · d1 – Czarny goniec | a6 – Biały skoczek · g3 – Czarny hetman · d2 – Biały król · g2 – Czarny król · d1 – Czarny goniec | a6 – Biały skoczek · g3 – Czarny hetman · d2 – Biały król · g2 – Czarny król · d1 – Czarny goniec | a6 – Biały skoczek · g3 – Czarny hetman · d2 – Biały król · g2 – Czarny król · d1 – Czarny goniec | a6 – Biały skoczek · g3 – Czarny hetman · d2 – Biały król · g2 – Czarny król · d1 – Czarny goniec | a6 – Biały skoczek · g3 – Czarny hetman · d2 – Biały król · g2 – Czarny król · d1 – Czarny goniec | a6 – Biały skoczek · g3 – Czarny hetman · d2 – Biały król · g2 – Czarny król · d1 – Czarny goniec | a6 – Biały skoczek · g3 – Czarny hetman · d2 – Biały król · g2 – Czarny król · d1 – Czarny goniec | 3 |
| 2 | a6 – Biały skoczek · g3 – Czarny hetman · d2 – Biały król · g2 – Czarny król · d1 – Czarny goniec | a6 – Biały skoczek · g3 – Czarny hetman · d2 – Biały król · g2 – Czarny król · d1 – Czarny goniec | a6 – Biały skoczek · g3 – Czarny hetman · d2 – Biały król · g2 – Czarny król · d1 – Czarny goniec | a6 – Biały skoczek · g3 – Czarny hetman · d2 – Biały król · g2 – Czarny król · d1 – Czarny goniec | a6 – Biały skoczek · g3 – Czarny hetman · d2 – Biały król · g2 – Czarny król · d1 – Czarny goniec | a6 – Biały skoczek · g3 – Czarny hetman · d2 – Biały król · g2 – Czarny król · d1 – Czarny goniec | a6 – Biały skoczek · g3 – Czarny hetman · d2 – Biały król · g2 – Czarny król · d1 – Czarny goniec | a6 – Biały skoczek · g3 – Czarny hetman · d2 – Biały król · g2 – Czarny król · d1 – Czarny goniec | 2 |
| 1 | a6 – Biały skoczek · g3 – Czarny hetman · d2 – Biały król · g2 – Czarny król · d1 – Czarny goniec | a6 – Biały skoczek · g3 – Czarny hetman · d2 – Biały król · g2 – Czarny król · d1 – Czarny goniec | a6 – Biały skoczek · g3 – Czarny hetman · d2 – Biały król · g2 – Czarny król · d1 – Czarny goniec | a6 – Biały skoczek · g3 – Czarny hetman · d2 – Biały król · g2 – Czarny król · d1 – Czarny goniec | a6 – Biały skoczek · g3 – Czarny hetman · d2 – Biały król · g2 – Czarny król · d1 – Czarny goniec | a6 – Biały skoczek · g3 – Czarny hetman · d2 – Biały król · g2 – Czarny król · d1 – Czarny goniec | a6 – Biały skoczek · g3 – Czarny hetman · d2 – Biały król · g2 – Czarny król · d1 – Czarny goniec | a6 – Biały skoczek · g3 – Czarny hetman · d2 – Biały król · g2 – Czarny król · d1 – Czarny goniec | 1 |
|   | a                                                                                                 | b                                                                                                 | c                                                                                                 | d                                                                                                 | e                                                                                                 | f                                                                                                 | g                                                                                                 | h                                                                                                 |   |

Mat pomocniczy, mat kooperacyjny – rodzaj zadania szachowego, w którym obydwie strony współpracują, aby doszło do mata.
W n-ruchowym macie pomocniczym pierwszy ruch wykonują czarne, następnie białe. Proces jest powtarzany n-krotnie, aż do zamatowania czarnego króla.
Rozwiązanie przykładowego problemu (patrz: diagram):
- 1. Kf3 Kd3
- 2. Gb3 Kc3
- 3. Ke4+ Kd2
- 4. Kd4 Ke2
- 5. Kc3 Sb4
- 6. Kb2 Kd2
- 7. Ka1 Kc1
- 8. Ga2 Sc2#